# Phaeosphaeria capensis
Phaeosphaeria capensis är en svampart som beskrevs av Steinke & K.D. Hyde 1997. Phaeosphaeria capensis ingår i släktet Phaeosphaeria och familjen Phaeosphaeriaceae.   Inga underarter finns listade i Catalogue of Life.